# Taner Taktak
Taner Taktak (* 26. Januar 1990 in Maaseik) ist ein belgisch-türkischer Fußballspieler.

## Karriere

### Verein
Taktak kam als Sohn von türkischstämmigen Eltern im belgischen Maaseik auf die Welt und begann mit dem Vereinsfußball 1999 in der Jugend von Cercle Maasmechelen und wechselte 2005 in die Jugend von Fortuna Sittard. Bei diesem Verein stieg er 2007 in den Profikader auf und absolvierte in der ersten Saison ein Spiel. In den nächsten beiden Spielzeiten kam er bei zu 17 bzw. 13 Spieleinsätzen.
Im Frühjahr 2010 wechselte er in die türkische TFF 1. Lig zum Hauptstadtverein Hacettepe SK, dem Zweitverein des Erstligisten Gençlerbirliği Ankara. Hier spielte er zwei Spielzeiten lang ohne sich als Stammspieler etablieren zu können. 2011 kehrte er in seine belgische Heimat zurück und spielte eine Saison bei Patro Eisden Maasmechelen. Im Sommer 2012 wechselte Taktak in die aserbaidschanische Premyer Liqası zu Sumqayıt PFK.
Nach einem Jahr beiSumqayıt kehrte er in die türkische TFF 1. Lig zurück und heuerte beim Aufsteiger Fethiyespor an. Der Wechsel zu Fethiyespor scheiterte letztendlich, sodass Taktak zu Elibol Sandıklıspor wechselte.

### Nationalmannschaft
Taktak durchlief die türkische U-17-, die U-18- und die U-19-Nationalmannschaft.